# Hönsudden
Hönsudden är en udde i Finland.   Den ligger i den ekonomiska regionen  Åboland  och landskapet Egentliga Finland, i den sydvästra delen av landet, 190 km väster om huvudstaden Helsingfors. Hönsudden ligger på ön Houtskär.
Terrängen inåt land är mycket platt. Havet är nära Hönsudden åt sydost. Runt Hönsudden är det mycket glesbefolkat, med 7 invånare per kvadratkilometer. Närmaste större samhälle är Korpo, 7,2 km sydost om Hönsudden. 